# Ferdinand Meldahl

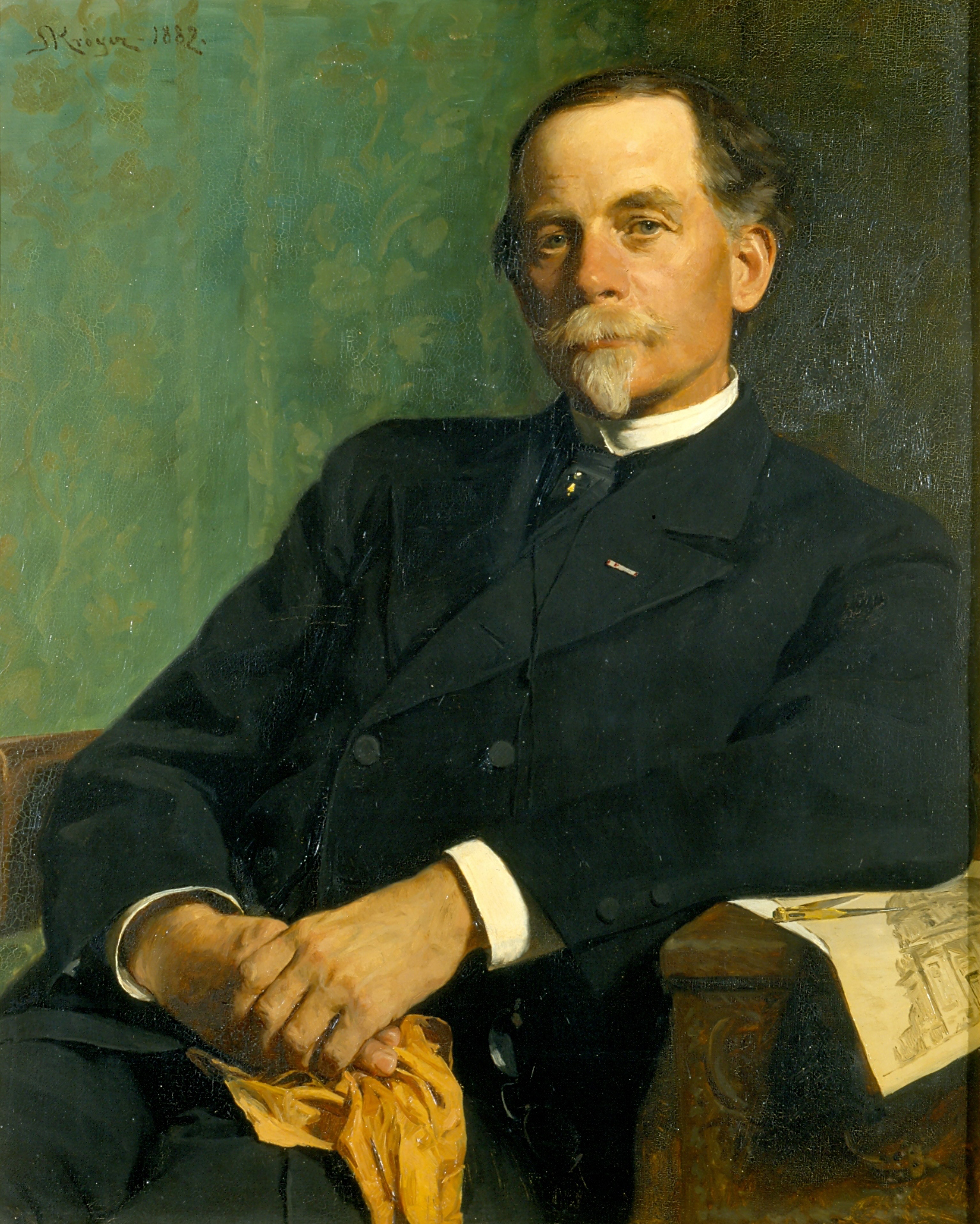
Retrato de Peder Severin Krøyer de 1882.

Ferdinand Meldahl (Copenhague, 16 de marzo de 1827 - ib., 3 de febrero de 1908) fue un arquitecto danés que ejerció gran influencia en la arquitectura y arte de su país durante la segunda mitad del siglo XIX y uno de los principales impulsores del historicismo. 
Sus obras más conocidas son la terminación de la iglesia de Mármol de Copenhague, en la que trabajó entre 1876 y 1894, y la reconstrucción del palacio de Frederiksborg entre 1860 y 1884.

## Formación
Nació en Copenhague, hijo de un empresario fundidor de hierro. Trabajó en la fundidora de su padre y además tuvo estudios en albañilería.
Ingresó en la Academia de Bellas Artes, donde se formó como arquitecto. Durante sus estudios recibió varias distinciones y premios, entre ellos la medalla C. F. Hansen (1850). Realizó varios viajes de estudios a Alemania, Francia, España, Países Bajos, Inglaterra, Egipto y Siria, entre otros países.
Cuando concluyó sus estudios, fue aceptado en 1857 como miembro de la Academia. Desempeñó un papel muy significativo en el desarrollo de la escuela de arquitectura. Desde 1863 fue presidente del consejo escolar, a partir de 1864 profesor de arte constructivo y entre 1873 y 1890 director de la academia.
A partir de 1860 asumió el cargo de inspector de edificios real y desde 1866 sería miembro del concejo municipal del gobierno de Copenhague durante 27 años. Al mismo tiempo, desempeñó varios trabajos como asesor, supervisor y miembro de comisiones de construcciones. Tuvo también los nombramientos de miembro del Consejo Real (1867), comandante de la Orden de la Dannebrog (1874) y chambelán del rey (1892). Es el arquitecto danés con más condecoraciones de toda la historia.

## Obras selectas
- Fortificaciones costeras de Copenhague (1857-1864)
- Planos del barrio Gammelholm (1859)
- Antiguo ayuntamiento de Fredericia (1859-1860)
- Real Casa de Moneda (1872-1873)
- Hotel D'Anglaterre (1873-1875)
- Desarrollo habitacional Søtorvet (1873-1876)
- Iglesia de Mármol (1876-1894)
- Alþingishúsið (Casa del Parlamento), Reikiavik, Islandia (1879-1881)
- restauración del palacio de Frederiksborg (1861-1864)
- restauración del palacio de Fredensborg (1865)
- remodelación y ampliación del palacio de Charlottenlund (1880-1881)
- remodelación del castillo de Trolleholm, Suecia (1886-1889)
- remodelación del castillo de Trollenäs, Suecia (1891-1893)

### Obras escritas
- Denkmäler der Renaissance in Daenemark ("Monumentos del Renacimiento en Dinamarca", 1888, en coautoría con Fr. S. Neckelmann)
- Frederikskirken i Kjøbenhavn ("La iglesia de Federico en Copenhague", 1896; edición en alemán el mismo año)
- Venedig, dets Historie og Mindesmærker ("Venecia, su historia y monumentos", 1903)
- Det kongelige Akademi for de skjønne Kunster ("La Real Academia de Bellas Artes", 1904, en coautoría con P. Johansen)